# Anna Trevisi
Anna Trevisi (* 8. Mai 1992 in Reggiolo) ist eine italienische Radrennfahrerin, die im Straßenradsport aktiv ist.

## Sportliche Laufbahn
International trat Trevisi bei den Europameisterschaften 2010 in Erscheinung, als sie bei den Juniorinnen den Titel im Straßenrennen gewann. In den ersten Jahren in der Elite fuhr sie zunächst für kleinere Teams, 2015 erzielte sie erste Top-10-Platzierungen. 2016 wurde sie Mitglied im damaligen Team Alé Cipollini, bei dem sie bis 2023 blieb. In ihrem Team nahm sie vorrangig Helferaufgaben wahr, mit wachsender Erfahrung übernahm sie zunehmend die Aufgaben des road captain und als Mentorin für jüngere Fahrerinnen. Bei einer Vielzahl von Erfolgen ihres Teams blieb sie selbst ohne eigenen Sieg.
Zur Saison 2024 wechselte Trevisi zum Team Liv AlUla Jayco, um auch dort die Funktion des road captain zu übernehmen.

## Erfolge
2010
- Junioren-Europameisterin – Straßenrennen